# Чельгрен, Улле
Улле Че́льгрен (швед. Olle Källgren; 7 сентября 1907 — 13 апреля 1983) — шведский футболист, играл на позиции защитника. Участник чемпионата мира 1938 года.

## Биография

### Клубная карьера
Всю свою карьеру, насчитывающую 10 сезонов, играл за «Сандвикен», но с этим клубом не завоевал никаких титулов.

### Карьера в сборной
Дебютировал за сборную Швеции 24 сентября 1933 года в матче со сборной Норвегии — Швеция одержала победу со счётом 1:0.
В составе сборной Швеции принимал участие на чемпионате мира 1938 года, где сыграл в матче 1/4 финала со сборной Кубы (8:0) и 1/2 финальном матче со сборной Венгрии, который сборная Швеции проиграла 1:5. По итогам турнира Швеция заняла четвёртое место. Всего за сборную Швеции сыграл 13 матчей.

### Смерть
Скончался 13 апреля 1983 года в Сандвикене в возрасте 75 лет.